# Янко Цветков
Я́нко Цве́тков (псевдонім alphadesigner; 26 квітня 1976) — болгарський художник-графік і письменник.
Народився у місті Варна. До 13 років жив у Бургасі, у віці 21 року переїхав до Софії. Закінчив Новий болгарський університет. Деякий час жив у Лондоні. З 2010 року проживає в Іспанії, пише книги англійською, публікується в Німеччині, Франції, Італії та Росії.
Янко Цветков здобув міжнародне визнання з публікацією «Атласу упереджень» — атласу із картами континентів і світу, на яких позначені чиїсь упередження стосовно країн чи територій. Першу таку мапу Янко Цвєтков намалював під час газової кризи 2009 року.
У 2013 році, після прийняття у Росії федерального закону про заборону пропаганди гомосексуальності та публікації російського перекладу «Атласу упереджень», Янко Цветков зізнався у власній гомосексуальній орієнтації.